# Dendropsophus branneri
Dendropsophus branneri é uma espécie de anura da família Hylidae.
É endémica do Brasil.